# Firmilian
Firmilian (griechisch Firmilianos) († 268) war Bischof von Caesarea (heute Kayseri) in Kappadokien (Kleinasien) und einer der führenden Bischöfe seiner Zeit.
Seit ca. 220 war er Bischof in Caesarea, er war befreundet mit Origenes und dessen Schüler. Eusebius berichtet, dass Firmilian, als er Bischof war, seinen Lehrer Origenes nach Caesarea einlud. Im Ketzertaufstreit zwischen dem Bischof von Rom, Stephan I. und dem Bischof von Karthago, Cyprian, trat er entschieden auf die Seite Cyprians. Sein Antwortbrief an Cyprian ist in lateinischer Übersetzung in der Briefsammlung Cyprians erhalten und stellt eine wertvolle Quelle für den Ketzertaufstreit und das Primatsverständnis in der östlichen Christenheit dar. Im Jahr 268 starb er – auf dem Weg zu einer Synode in Antiochien, bei der Paul von Samosata verurteilt werden sollte – in Tarsos in Kilikien.